# Hambach an der Weinstraße
Hambach an der Weinstraße is een deel van de Duitse stad Neustadt an der Weinstraße, deelstaat Rijnland-Palts, en telt ongeveer 5500 inwoners.
Tot 1969 was het een zelfstandige gemeente. De plaats gaat door als de wieg van de Duitse democratie, omdat daar in 1832, in een boven de gemeente liggende burcht, het Hambacher Schloss, de eerste grote verzameling, het zogenaamde Hambacher Fest, plaatsvond van burgers die de eenheid van Duitsland, vrijheid en democratie eisten
Diedesfeld · Duttweiler · Geinsheim · Gimmeldingen · Haardt · Hambach · Königsbach · Lachen-Speyerdorf · Lobloch · Mußbach · Winzingen